# Ilihue
Ilihue es una aldea perteneciente a la comuna de Lago Ranco, Región de Los Ríos, en la zona sur de Chile. Según el censo de 2013, tiene una población aproximada de 650 habitantes.
Es una zona conocida por ser un lugar altamente turístico por situarse frente al lago Ranco, siendo un lugar popular para alojar hostelerías, cabañas y restaurantes.
En esta localidad se encuentran la escuela particular de Ilihue, zonas verdes y la cancha de golf de Ilihue Bajo. En Ilihue también se encuentra el Salto Los Mañíos, un sendero que destaca por su naturaleza y por la cascada que deriva al rio Iculpe. (40°21′25″S 72°22′40″O / -40.3570418, -72.3777197)

## Lugares cercanos
Además del Salto Los Mañíos, hay más lugares para hacer trekking y miradores:
- Mirador Los Mañíos
- Mirador Los Helechos
- El Beso de la Piedra
- Mirador El Tineo

## Economía
En este sector, el turismo y el alojamiento de visitantes son las principales actividades económicas; también comparte todas las actividades de la comuna de Lago Ranco, a la que pertenece.

## Geografía
Este sector se encuentra emplazado en las unidades geomorfológicas de llano central con morrenas y conos, precordillera morrénica, cordillera volcánica activa y lagos de barrera morrénica.

## Acontecimientos
En este lugar a las 14:57 (UTC-3) del 6 de febrero de 2024, y debido a un accidente de aviación, capotó en el lago Ranco el helicóptero del ingeniero comercial, político y expresidente de Chile Sebastián Piñera, quien iba acompañado de tres personas que resultaron heridas; Piñera murió.